# 長瀬産業大阪本社ビル
長瀬産業大阪本社ビル（ながせさんぎょうおおさかほんしゃビル）は、大阪市西区の四つ橋筋沿いにあるオフィスビルである。1928年竣工の旧館、1982年竣工の新館と1989年完成の駐車場からなり、化学品を中心に取り扱う商社の長瀬産業が大阪本社を置く。

## 歴史
1832年に、京都で染料卸問屋「鱗形屋」として創業した長瀬商店は、1898年（明治31年）に大阪に本店を移転。1918年（大正7年）に木造の社屋を建設したが、1923年に発生した関東大震災を受け、耐震性・耐火性を重視し、1928年（昭和3年）に鉄筋コンクリート構造4階建ての社屋（旧館）を新築した。その後の業容拡大で、1930年に4階部分を増築。その3年後には、ガレージだった東側敷地に4階建てを増築している。1982年（昭和57年）には、南側敷地にこれまでの規模を大きく上回る10階建ての社屋（新館）を新築した。1989年4月には、新館から道を1本隔てた南側に立体駐車場「長瀬パーキング」が建設された。

## 建築
西側の四つ橋筋と、東側の阪神高速1号環状線の間に位置し、かつての西横堀川と立売堀川が合流する地点に相当する。
旧館を設計した設楽貞雄は初代通天閣や楽天地をはじめとする娯楽施設の設計で知られるが、関西財界からの信頼が厚く、明治後期から昭和初期にかけてオフィスビルや財界人の邸宅なども手掛けた。長瀬商店の社屋もその一つである。設楽の作品の中では後期にあたり、スクラッチタイルで仕上げた左右対称のファサードが落ち着いたたたずまいを見せる。1980年代に増築が計画された際に、竹中工務店の永田祐三は旧館を解体して新たな現代風の建物とする案を提示した。しかし、当時の社長であった長瀬誠造は、社の歴史が刻まれた古い建物を残すことを強く希望した。そこで永田はタイルや窓の意匠を旧館と揃え、モダンな現代建築でありながら、歴史的建築を現代に継承することに成功した。旧館の応接室の建具にはステンドグラスが使用されている。新館のエレベーターホールは、「光庭」と名付けられた中庭よりも低い位置にあり、開口部から光が差し込む。新館の下層部には、道路に面して縦長の開口部がある。道路面よりやや高い窓の下に斜めに設けた水切り石は下端に丸みを持たせ、雨水の処理の機能を持たせながら美しくまとめている。開口部の石枠は表面を凹状にして、単調さを軽減する仕上げとしている。
旧館は生きた建築ミュージアム大阪セレクションに選定。1989年に竣工した長瀬パーキングは、2基のタワーパーキングの下層をアーチでつないで一体化し、高さや色合いを既存建物と調和を持たせている点が評価され、第10回 大阪まちなみ賞大阪府知事賞を受賞している。